# Ирина Бокова
Ирина Георгијева Бокова (буг. Ирина Георгиева Бокова; Софија, 12. јул 1953) је бугарска политичарка. Била је члан бугарског парламента из Бугарске социјалистичке партије (два мандата), министар и заменик министра иностраних послова у влади социјалистичког премијера Жана Виденова, и била је амбасадор Републике Бугарске у Француској и у Монаку, стални представник Бугарске у Унеско-у и лични представник председника Бугарске у Међународној организацији Франкофоније (2005 — 2009). На место генералног директора Унеско-а предложена је 22. септембра 2009, а изабрана је 15. октобра 2009 на 35. седници Генералне конференције као десети генерални директор Унеско-а. Бокова је прва жена из источне Европе на челу Унеско-а.